# Liste der Baudenkmale in Sittensen
In der Liste der Baudenkmale in Sittensen sind alle Baudenkmale der niedersächsischen Gemeinde Sittensen aufgelistet. Die Quelle der  Baudenkmale ist der Denkmalatlas Niedersachsen. Der Stand der Liste ist der 24. Oktober 2020.

## Allgemein
In den Spalten befinden sich folgende Informationen:
- Lage: die Adresse des Baudenkmales und die geographischen Koordinaten. Kartenansicht, um Koordinaten zu setzen. In der Kartenansicht sind Baudenkmale ohne Koordinaten mit einem roten Marker dargestellt und können in der Karte gesetzt werden. Baudenkmale ohne Bild sind mit einem blauen Marker gekennzeichnet, Baudenkmale mit Bild mit einem grünen Marker.
- Bezeichnung: Bezeichnung des Baudenkmales
- Beschreibung: die Beschreibung des Baudenkmales. Unter § 3 Abs. 2 NDSchG werden Einzeldenkmale und unter § 3 Abs. 3 NDSchG Gruppen baulicher Anlagen und deren Bestandteile ausgewiesen.
- ID: die Objekt-ID des Baudenkmales
- Bild: ein Bild des Baudenkmales, ggf. zusätzlich mit einem Link zu weiteren Fotos des Baudenkmals im Medienarchiv Wikimedia Commons. Wenn man auf das Kamerasymbol klickt, können Fotos zu Baudenkmalen aus dieser Liste hochgeladen werden:

## Sittensen

### Gruppe: Kirche, Kirchstraße
Die Gruppe „St. Dinoysius Sittensen“ besteht aus dem Kirchhof mit der Kirche und dem Kriegerdenkmal sowie das Pfarrhaus. Die Gruppe hat die ID 31019594.

| Lage                                     | Bezeichnung    | Beschreibung | ID       | Bild           |
| ---------------------------------------- | -------------- | --- | -------- | -------------- |
| Kirchenweg 5 53° 16′ 32″ N, 9° 30′ 21″ O | Kirche         | Einschiffiger Backsteinsaal, 1897 durch einen südlichen Querflügel erweitert, Westturm von 1909                                                                           | 31031008 | Weitere Bilder |
| Kirchenweg 5 53° 16′ 31″ N, 9° 30′ 21″ O | Kriegerdenkmal | Gefallenendenkmal von um 1920 auf zwei umlaufenden Stufen stehender Steinkasten mit der Figur eines Christus, der zwei Kinder beschirmt nachr Entwurf von Ludolf Albrecht | 31031098 |                |
| Kirchenweg 53° 16′ 33″ N, 9° 30′ 20″ O   | Kirchhof       | Kirchhof (auch: Dionysuspark) bis zum Südufer der Oste, mit alten Baumbestand                                                                                             | 51959927 | BW             |
| Kirchenweg 6 53° 16′ 30″ N, 9° 30′ 21″ O | Pfarrhaus      | Das zweigeschossige Backsteingebäude wurde 1905 als Pfarrhaus auf einem Backsteinsockel unter Walmdächern errichtet.                                                      | 31031028 | BW             |

### Gruppe: Wassermühle Sittensen
Die Gruppe „Wassermühle Sittensen“ ist historisch auf die alte Wassermühle aus dem 16. Jahrhundert zurückzuführen. Die Gruppe besteht aus dem Mühlengebäude mit Mühlenteich und der Flussschleife der Oste als Mühlenbach.

| Lage                                        | Bezeichnung | Beschreibung | ID       | Bild           |
| ------------------------------------------- | ----------- | --- | -------- | -------------- |
| Mühlenstraße 8a 53° 16′ 35″ N, 9° 30′ 24″ O | Mühle       | Die eingeschossige Wassermühle wurde im ausgehenden 19. Jahrhundert als Fachwerkgebäude unter einem Satteldach errichtet. Der massive Backsteinanbau unter einem Satteldach entstand 1908. Im Gebäude befindet sich heute ein Handwerkermuseum. | 31031074 | Weitere Bilder |
| Mühlenstraße 53° 16′ 37″ N, 9° 30′ 29″ O    | Gewässer    | Der Mühlenteich ist die hier aufgestaute Oste. | 48134947 | BW             |
| 53° 16′ 33″ N, 9° 30′ 24″ O                 | Gewässer    | Die Flussschleife der Oste war früher als Mühlenbach reguliert. Mittlerweile wurde der Flusslauf renaturiert. | 48135029 | BW             |

### Einzelbaudenkmale
| Lage                                            | Bezeichnung              | Beschreibung | ID       | Bild |
| ----------------------------------------------- | ------------------------ | --- | -------- | ---- |
| Alte Dorfstraße 7 53° 16′ 20″ N, 9° 30′ 25″ O   | Scheune                  | 1791 wurde die senkrecht holzverschalte Gefügescheune unter einem reetgedeckten Walmdach errichtet.                         | 31030937 | BW   |
| Alte Dorfstraße 27a 53° 16′ 20″ N, 9° 30′ 26″ O | Wohn-/Wirtschaftsgebäude | Zweiständer-Hallenhaus von 1813 in Fachwerk mit reetgedeckten Krüppelwalmdach                                               | 31030962 |      |
| Am Markt 10 53° 16′ 39″ N, 9° 30′ 15″ O         | Wohn-/Wirtschaftsgebäude | Backsteingebäude von um 1900 mit Satteldach; heute Gemeindehaus der Ev.-luth. Christusgemeinde                              | 31030987 |      |
| Appeler Weg 53° 15′ 35″ N, 9° 30′ 34″ O         | Stall                    | Der Fachwerkstall wurde als Zweiständerbau im ausgehenden 19. Jahrhundert unter einem reetgedeckten Halbwalmdach errichtet. | 31030912 | BW   |
| Feldmark 53° 15′ 38″ N, 9° 30′ 20″ O            | Stall                    | Der Fachwerkstall für Schafe wurde als Zweiständerbau im beginnenden 19. Jahrhundert unter einem Satteldach errichtet.      | 31031143 | BW   |